# サーガ・オブ・ドラゴン
『サーガ・オブ・ドラゴン』は、増田晴彦による日本のファンタジー漫画。

## 概要
1990年、JICC出版局（現宝島社）より発行される。完全な書き下ろし作品であり、作者は1年をかけてこれを上稿したものの、採算としては赤字であったという。
単行本表紙には「北欧神話シリーズ第一弾!!」というアオリ文句が記されているが、作者も単行本を手にするまで知らなかったことであり、おそらく当時の担当編集者にはシリーズ化する構想があったと思われる。現実的には本作以降のシリーズは出版されていない。
1994年、エニックス（現スクウェア・エニックス）より新書版サイズで再版された。

## 作品世界背景
本作の舞台は9世紀北欧である。北欧に伝わる英雄伝説『ヴォルスンガ・サガ』と『ロズブローク・サガ（ラグナル・ロズブロークのサガ）』を下敷きとしている。
『ヴォルスンガ・サガ』に登場する英雄シグルズは、ワルキューレであるブリュンヒルドと愛し合い、結婚を誓いながらも、結局悲恋に終わるのだが、『ロズブローク・サガ』においては、実は娘をもうけていたことになっている。この娘アースラウグは成長した後、竜退治の英雄ラグナル・ロズブロークと結ばれ、二人の間には目の回りに蛇のようなアザのある子供が生まれる。この子供はシグルズ・オルム（蛇の目のシグルズ）と呼ばれた。
本作のヒロイン・フューンは、シグルズ・オルムの娘であり、ヴォルスング一族の末裔であるという設定になっている。

## あらすじ
9世紀、北欧。そのころノルウェー国内はギムヴェルクという竜により荒らされていた。数知れぬ討伐隊が挑むも、帰る者は誰ひとりとしておらず、人々は神の啓示を求めた。
追放者（アウト・ロー）である剣（ヒョル）のヴォードは、森の中でトロルに追われる娘を助ける。この娘フューンは、オーディンの予言に従い、十人の戦士と共に竜退治へと赴くところだったが、はぐれてしまったのだという。ヴォードは、竜を倒せば英雄となって追放刑を解かれる、負けるとしても竜と戦って散る方が野垂れ死によりはマシだ、という目論見により、フューンと行動を共にすることにした。
とある村で魔法使い（セイズコナ）グロアの助力を求めた二人は、しかし竜退治への同行は断られ、代わりにグロアの弟子であるリュセルを加える。その夜、フューンとはぐれた（その実、竜退治に怖じ気づき、フューンをトロルの森に一人置き去りにした）十人の戦士の襲撃に遭い、降参した一人を除いた全員を打ち倒す。
降参した戦士グリームは追い払われるが、翌日旅立った一行の前に姿を現し、再び竜退治に同行する。
一行は竜退治に必要となる神剣グラムを求めて旅をする途中、ドワーフの鍛冶師に出会うが……。

## 登場人物
ヴォード（剣（ヒョル）のヴォード）
本作の主人公。追放者であり、人里に近付くことすら許されない。なぜ追放刑を受けたのかは不明である。しかしながら、誇り高きヴァイキングの戦士であり、勇者への敬意を忘れることはない。剛毅な男で、「敵の攻撃を受ける前に必ず相手を倒す」という自信から、防具を帯びていない。戦いに人ならざる力をもつ剣の力を使うことを嫌っている。
フューン（フューン＝シグルザルドーティル（シグルズの娘））
本作のヒロイン。シグルズ・オルム（蛇の目のシグルズ）候の娘であり、候女（ひめ）と呼ばれる。ヴォルスング一族の末裔で、英雄シグルズの血を引く。神剣グラムを抜ける数少ない人間の一人。他人を疑うことを知らない、純粋な心を持ち、他者の苦しみを見過ごすことができない。見た目によらず山歩きが得意。
リュセル
この世界では珍しいとされる、男の魔術師。魔法使い（セイズコナ）グロアの弟子。女性のような顔立ちだが、気が強いところがあり、フューンがらみでしばしばヴォードと衝突する。ヴォード曰く、「オカマ野郎」。正体はハーフエルフであり、自らを蔑んだ人間を嫌っていたが、フューンの真っ直ぐな心に触れ、同族の誘惑を振り払う。フューンを女神（アーシュニャ）の如く慕っている。
グリーム
フューンに従って竜退治に旅立った「十人の戦士」の一人。逞しい体格とは裏腹に非常に気が弱く、仲間の戦士達に脅されてフューンを置き去りにすることとなった。竜と戦うことも恐れていたが、裏切りの罪滅ぼしに再び竜退治に同行する。郷一番の力持ち。
ギムヴェルク
ドラゴン。国中を荒らし回り、巨大な翼と恐るべき火炎の力で人や村を焼き滅ぼす。火炎は鉄剣ですら半熔解させるほど。人語を操ることができ、非常に尊大。魔法を操ることもできる。この恐るべき竜を倒すことが、この物語及び主人公一行の目的である。
グロア
魔法使い（セイズコナ）。リュセルの師匠。竜退治への同行は老齢を理由に断るが、弟子のリュセルに同行を命じ、呪歌の杖（ガルドルガンド）を授ける。一行が助力を求めて訪れる何年も前からフューンを透視していた。その正体は大神オーディンで、一行が戦士として成長し、いずれヴァルハラに来る時を心待ちにしている。
スラーイン
ドワーフの鍛冶師。竜に滅ぼされた村から残骸を回収し、鍛え直している。自宅前には竜に敗れて死んだ戦士の墓を作っている。一行に神剣グラムの在処のヒントを伝えた。
エイムンド
スラーイン宅で養生していた戦士。竜に相対峙して全身にひどい火傷を負った。一行が訪れた際に息を引き取り、スラーイン宅前の戦士の墓に葬られた。
アンガンチュル
死せる兵団（骸骨戦士）を率いる、フレイズゴート王。伝説の妖剣チュルヴィングの持ち主。死後も剣の呪いにより、永遠に生かされ続け、戦い続けなければならず、その身はすでに骸骨となっている。敗れなければ呪いから解き放たれることはなく、四百年もの間戦い続けてきた。戦士としては正々堂々たる男で、ヴォードとの一騎討ちに応じ、敗れた後には忠告を残して崩れ去った。
ヘルフローヴァ
ダークエルフ。神剣グラムがある森の主。ギムヴェルクを「様」付けするが、直接の配下なのかどうかは不明。強力な魔法の使い手であり、一行を苦しめる。ハーフエルフであるリュセルを誘惑するが拒まれ、魔術合戦で敗れ去る。
りんごの木
まるでひとつの丘であるかのように巨大な梢を持つ老木。樹齢八千年を数える、さながら世界樹（イグドラシル）。この木に手を出した者は森中の妖精を敵に回すと言われる。四百年前に大神オーディンより神剣グラムを預かり、その根に刺して保管してきた。テレパシーのようなもので意志を伝えることができ、竜退治の助言を行った。
ヴァルキュリア
いわゆるワルキューレ。大神オーディン配下の戦女神。勇敢に戦って散った戦士を迎えにやってくる。

## 武具
この項では本作に登場する、特徴的な武具について解説する。実在の伝説にて語られる武具もあるが、ここでは作中での由来のみ説明する。
神剣グラム
グラムはオーディンゆかりの神剣である。英雄シグルズが巨竜ファーブニルを倒す際に用いられた。英雄の死後、本作の舞台となる時代から400年前に、オーディンの手によって、りんごの木の元に持ち込まれ、次に必要とされる時代まで木の根元にて保管されることとなった。純粋な心にしか応えることはなく、使い手の心が恐れや怒りで濁っていると力を発揮できない。魔術をはじき返すことができる。刀身にはアルファベット変換では「GRAMR SIGRDNOKEN」と読めるルーン文字と、戦神テュールを表すルーン文字テイワズ（↑）を3つ縦にずらし重ねた文字（敵の血がこのマークに注ぎ込まれると力を発揮するという、戦の加護を願うルーン。3つ重ねているのはより大きな効果を期待するため）が輝いている。
作中では非常に長大な剣として描かれ、小柄とはいえフューンの身長と大差ないサイズ。
妖剣チュルヴィング
チュルヴィングは呪われた妖剣である。本作の時代より何百年も前に滅んだ国フレイズゴートの王であるアンガンチュルの所有物であり、王が戦場に在る際には幾多もの敵を打ち倒す助けとなった。しかし、その実体は、怒れるドワーフが呪いを込めて鍛え上げた剣であり、暗闇に輝くその刃は、一度鞘から抜かれれば、人の血を吸わずには収まらない。さらには魔力をはじき返すという力を持っている。アンガンチュル王が死した後も、犠牲の血を求め、白骨と成り果てた持ち主を戦に駆り立て続ける。
呪歌の杖（ガルドルガンド）
魔法使い（セイズコナ）グロアが弟子のリュセルの旅立ちにあたって授けた、魔術の杖。魔力を増幅し、効果を高めるが、それですら、化け物中の化け物であるドラゴンを相手取るには力が足りないくらいだと、グロアは語る。リュセルが魔術を行使する際は、杖の先端の宝玉が魔力を支えるようである。リュセルが魔術・轟炎焼破（フォルブランニル）を行使した際、負荷に耐えきれずに破壊されてしまった。

## 続編
作者には続編の構想があり、実現した場合は、本編で語られなかった部分が語られる予定だったようである。具体的には、ヴォードが追放者となったいきさつ、フューンがドラゴン退治に赴くのにたった10人の護衛しかつけてもらえなかった理由、ヴォード、リュセル、フューンの三角関係の結末……というあたりを説き明しつつ、新たな敵との闘いを描く予定だったという。しかし、続編が発表されることはなかった。